# 羽曳野市
羽曳野市（日语：／ Habikino shi */?）是位於大阪府東南部的城市。轄區中間為羽曳野丘陵，東側為山區，石川由南往北自中間區域穿過，主要農產為葡萄。

## 人口
| 羽曳野市人口分布圖 |                                                 |  |
| 羽曳野市與日本全國年齡別人口分布比較圖 （2005年資料） | 羽曳野市的年齡、男女別人口分布圖 （2005年資料） |  |
| ■紫色是羽曳野市 ■綠色是全国 | ■藍色是男性 ■紅色是女性                         |  |
| 羽曳野市人口變化 \| 1970年 \| 77,134人 \| \| \| 1975年 \| 94,160人 \| \| \| 1980年 \| 103,181人 \| \| \| 1985年 \| 111,394人 \| \| \| 1990年 \| 115,049人 \| \| \| 1995年 \| 117,735人 \| \| \| 2000年 \| 119,246人 \| \| \| 2005年 \| 118,695人 \| \| \| 2010年 \| 117,681人 \| \| \| 2015年 \| 112,683人 \| \| \| 2020年 \| 108,736人 \| \| |                                                 |  |
| 資料來源：日本總務省統計中心提供之人口普查數據 |                                                 |  |
| 1970年 | 77,134人                                        |  |
| 1975年 | 94,160人                                        |  |
| 1980年 | 103,181人                                       |  |
| 1985年 | 111,394人                                       |  |
| 1990年 | 115,049人                                       |  |
| 1995年 | 117,735人                                       |  |
| 2000年 | 119,246人                                       |  |
| 2005年 | 118,695人                                       |  |
| 2010年 | 117,681人                                       |  |
| 2015年 | 112,683人                                       |  |
| 2020年 | 108,736人                                       |  |

## 歷史
在令制國時代，現在的羽曳野市東半部區域屬於河內國古市郡，西半部屬於丹比郡（在丹比郡被分割為南北兩郡後屬於丹北郡）。由於位於大和國至河內國之間的道路上，日本最古老的官方設置道路竹內街道即經過此地，在2世紀至6世紀期間的古墳時代就有大量的天皇陵或皇室的陵墓位於此地，此區域也被稱為古市古墳群。
11世紀時，出生自源氏的源賴信以此為據點，發展出了強大的河內源氏武士集團，在12世紀末更建立了日本第一個幕府政權鎌倉幕府。
15世紀初成為畠山氏的領地，並在此建立高屋城，但在之後的戰國時代期間，此城成為畠山氏、安見氏、三好氏三方勢力持續爭奪的場所，一直到1570年代，織田信長在平定近畿三好家勢力時，在高屋城之戰中攻陷高屋城，徹底瓦解三好家。
在江戶時代，本地被分割為許多藩的領地，包括丹南藩、館林藩、下館藩、狹山藩，甚至也有幕府直轄領。在19世紀末明治維新後，這些區域曾先後隸屬大坂裁判所司農局、大阪府司農局、大阪府南司農局、河內縣、堺縣、丹南縣、館林縣、下館縣、栃木縣，直到1872年第一次府縣整併中才全數被劃入堺縣，但在1881年又隨著堺縣被併入大阪府而隸屬大阪府至今。
1889年日本實施町村制，現在的羽曳野市轄區在當時分屬古市村、駒谷村、西浦村、丹比村、埴生村、高鷲村共六個行政區劃；古市村和高鷲村先後在1916年和1955年升格為古市町和高鷲町，1956年這六個行政區劃合併為南大阪町，1959年南大阪町進一步升格改制為市，原本改制後名為南大阪市，但在改制當天即又更名為羽曳野市。

### 變遷表
| 1889年4月1日 | 1889年 - 1926年     | 1926年 - 1944年     | 1945年 - 1954年     | 1955年 - 1988年     | 1955年 - 1988年        | 1955年 - 1988年        | 1989年 - 現在          | 現在                   |
| ------------ | ------------------- | ------------------- | ------------------- | ------------------- | ---------------------- | ---------------------- | ---------------------- | ---------------------- |
| 古市村       | 1916年8月1日 古市町 | 1916年8月1日 古市町 | 1916年8月1日 古市町 | 1916年8月1日 古市町 | 1956年9月30日 南大阪町 | 1959年1月15日 羽曳野市 | 1959年1月15日 羽曳野市 | 1959年1月15日 羽曳野市 |
| 駒谷村       |                     |                     |                     |                     | 1956年9月30日 南大阪町 | 1959年1月15日 羽曳野市 | 1959年1月15日 羽曳野市 | 1959年1月15日 羽曳野市 |
| 西浦村       |                     |                     |                     |                     | 1956年9月30日 南大阪町 | 1959年1月15日 羽曳野市 | 1959年1月15日 羽曳野市 | 1959年1月15日 羽曳野市 |
| 丹比村       |                     |                     |                     |                     | 1956年9月30日 南大阪町 | 1959年1月15日 羽曳野市 | 1959年1月15日 羽曳野市 | 1959年1月15日 羽曳野市 |
| 埴生村       |                     |                     |                     |                     | 1956年9月30日 南大阪町 | 1959年1月15日 羽曳野市 | 1959年1月15日 羽曳野市 | 1959年1月15日 羽曳野市 |
| 高鷲村       | 高鷲村              | 高鷲村              | 高鷲村              | 1955年4月1日 高鷲町 | 1956年9月30日 南大阪町 | 1959年1月15日 羽曳野市 | 1959年1月15日 羽曳野市 | 1959年1月15日 羽曳野市 |

## 行政

### 歴任市長
| 任 | 姓名     | 上任時間 | 卸任時間 |
| -- | -------- | -------- | -------- |
| 1  | 鹽野庄三郎 | 1959年   | 1964年   |
| 2  | 金井一成 | 1964年   | 1969年   |
| 3  | 松本久男 | 1969年   | 1973年   |
| 4  | 津田一朗 | 1973年   | 1989年   |
| 5  | 福谷剛蔵 | 1989年   | 2004年   |
| 6  | 北川嗣雄 | 2004年   | 2020年   |
| 7  | 山入端創 | 2020年   | 現任     |

## 交通
羽曳野市的主要車站是近畿日本鐵道的古市車站，南大阪線和長野線在此交會，藉由這兩條路線，可往北進入大阪市市區，往東至奈良縣橿原市，往南至河內長野市。
市內的巴士客運主要由近鐵集團控股旗下的近鐵巴士所經營。

### 鐵路
- 近畿日本鐵道
  -  南大阪線：（←松原市） - 惠我之莊車站 - 高鷲車站 - （藤井寺市） - 古市車站 - 駒谷車站 - 上之太子車站 - （太子町→）
  -  長野線：古市車站 - （富田林市→）

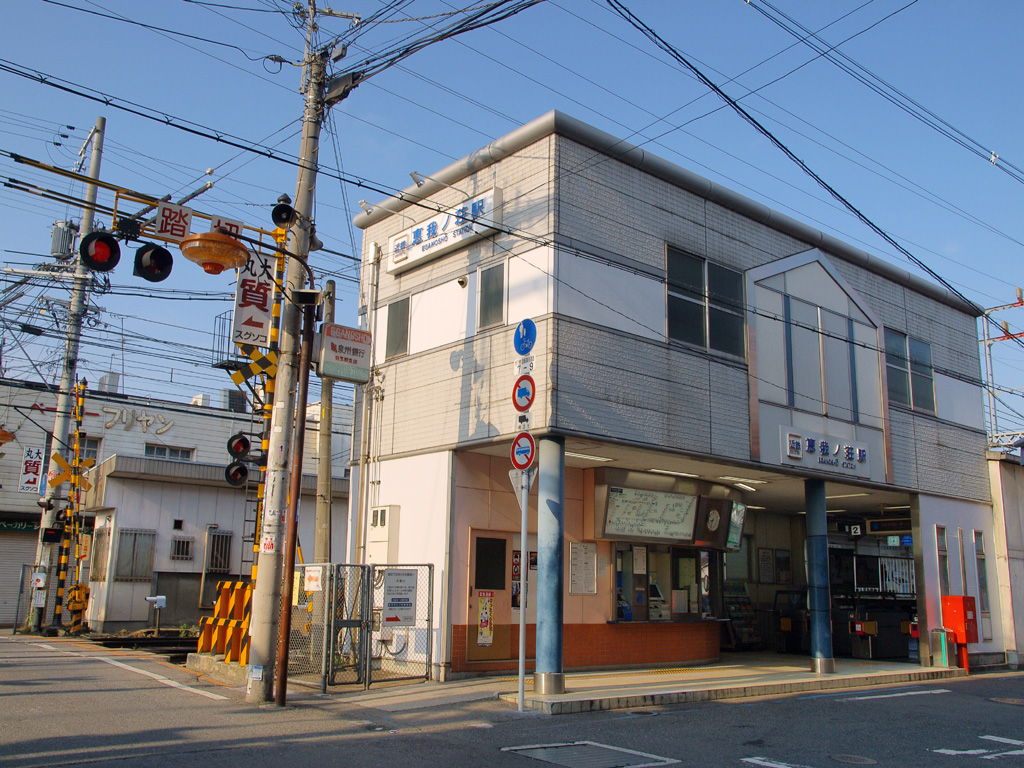
惠我之莊車站
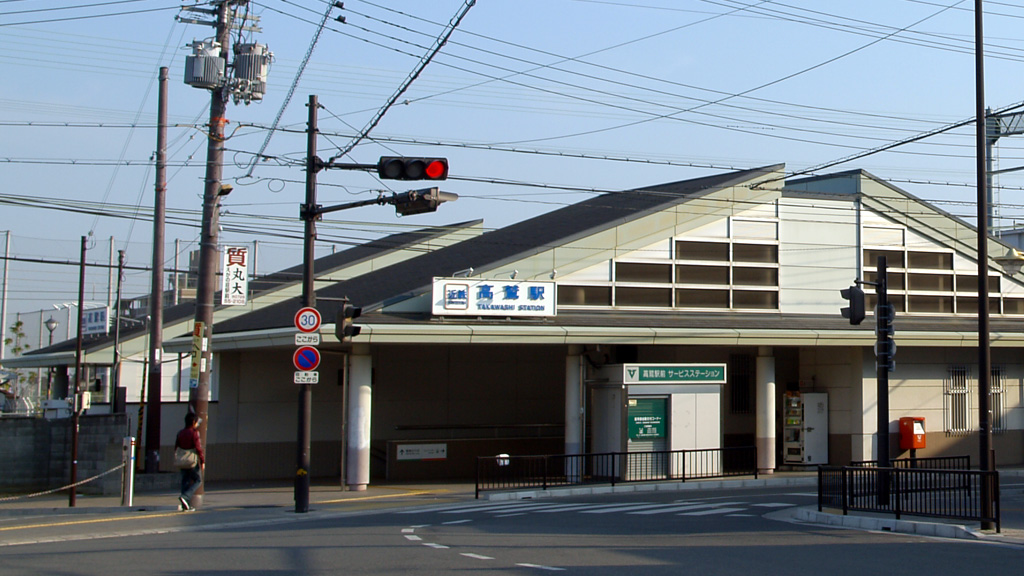
高鷲車站
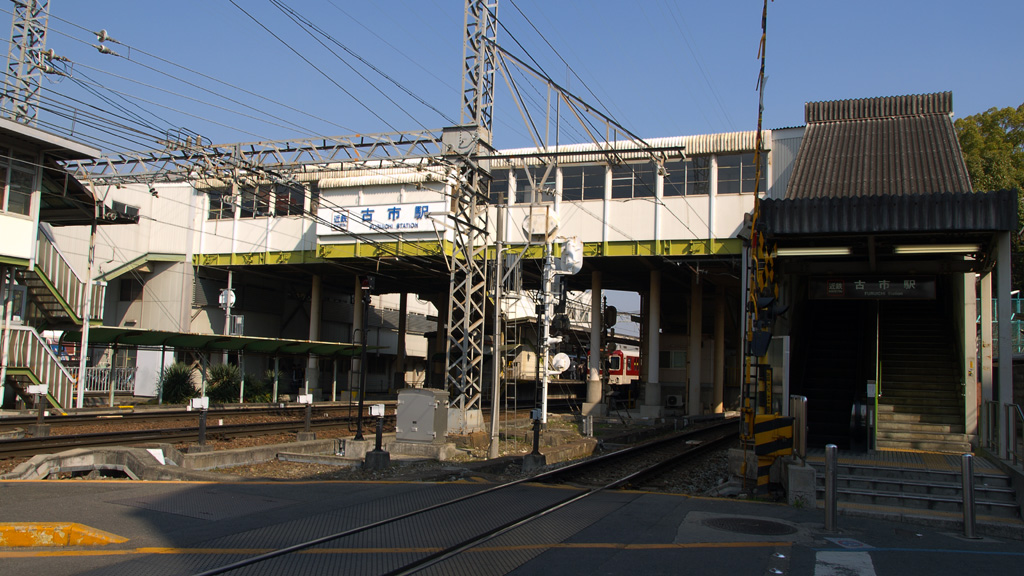
古市車站
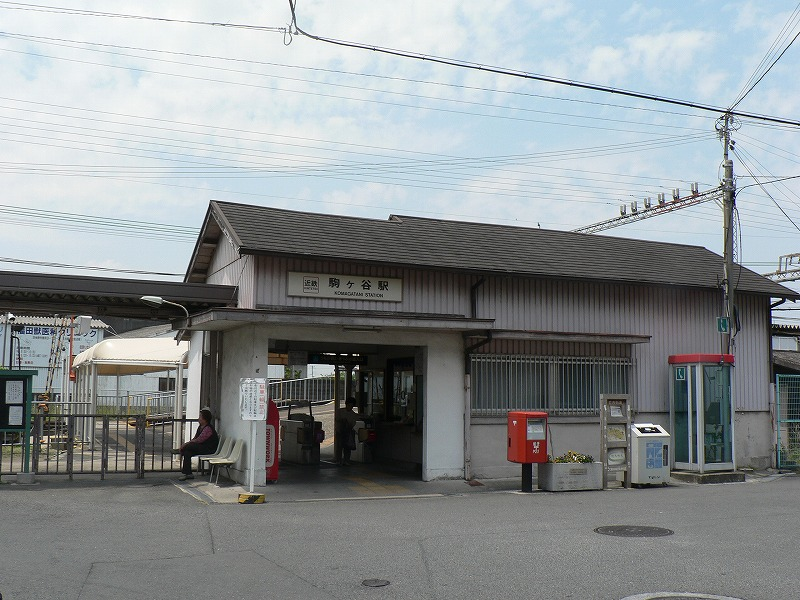
駒谷車站
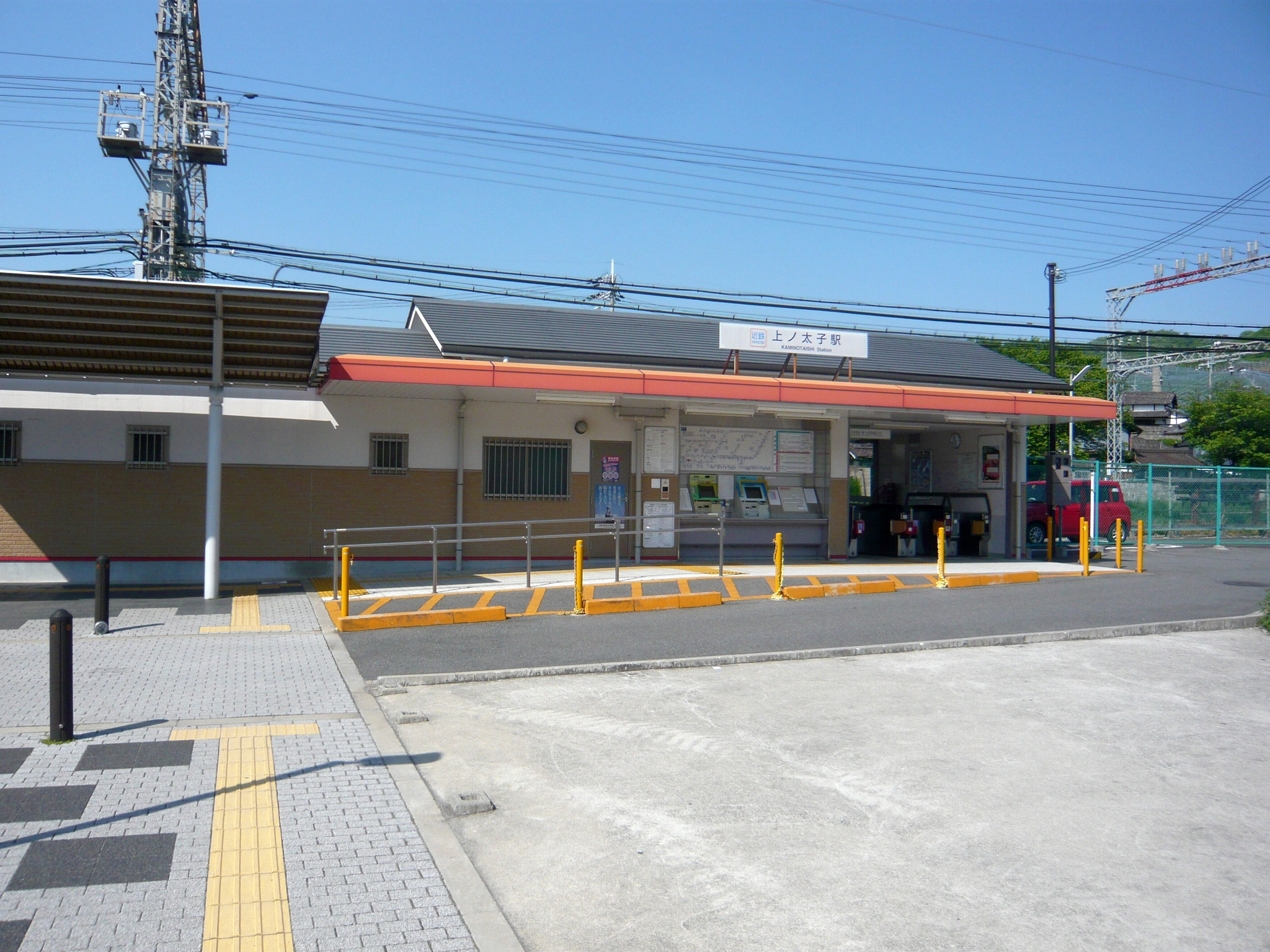
上之太子車站

### 公路
西名阪自動車道從轄區北側通過，但在轄內未設有交流道，最近的交流道位於相鄰的藤井寺市和柏原市；南阪奈道路從轄區南部通過，並設有羽曳野交流道和羽曳野東交流道兩個交流道。
快速道路
- 南阪奈道路：（堺市美原區） - 羽曳野交流道 - 羽曳野東交流道 - （太子町）

## 觀光資源
古市古墳群位於羽曳野市與藤井寺市之間，有多個於4世紀末至6世紀前半之間築造的古墳，合計多達123座；在2017年日本政府決定將其與百舌鳥古墳群共同以「百舌鳥・古市古墳群」之名稱推薦登記為世界遗产。
位於應神天皇陵前的譽田八幡宮建於6世紀，其目的結為祭祀应神天皇，也是日本最古老的八幡宮。
被日本政府列為重要文化財的吉村家住宅為始建於17世紀初江戶時代前期的建築，過去吉村家為負責管理周邊多達18個村落的大屋，在1615年大坂夏之陣中因戰爭燒毀後重建，歷經多次改建後主體仍留存至今，於1937年被列入重要文化財。

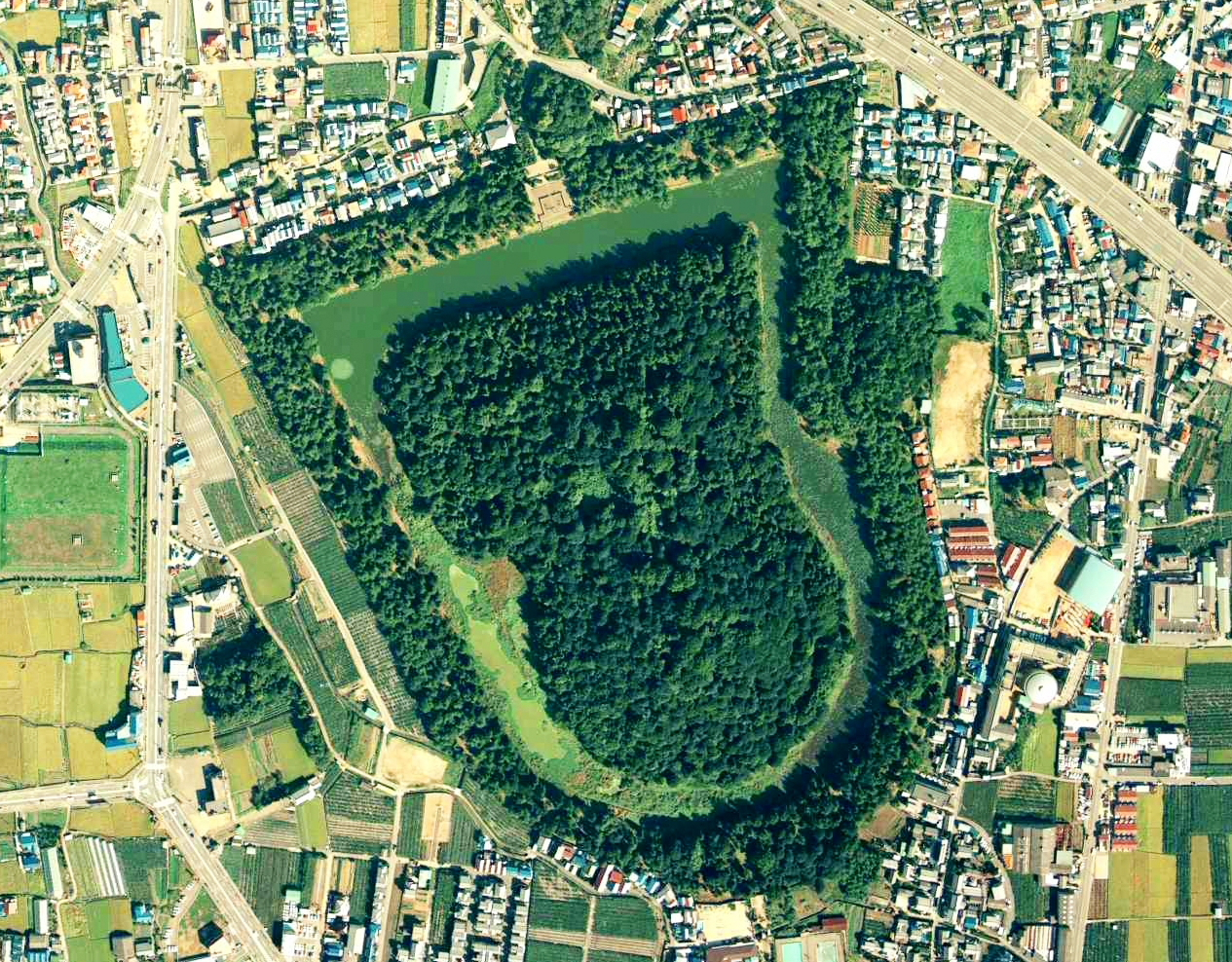
譽田御廟山古墳空拍圖
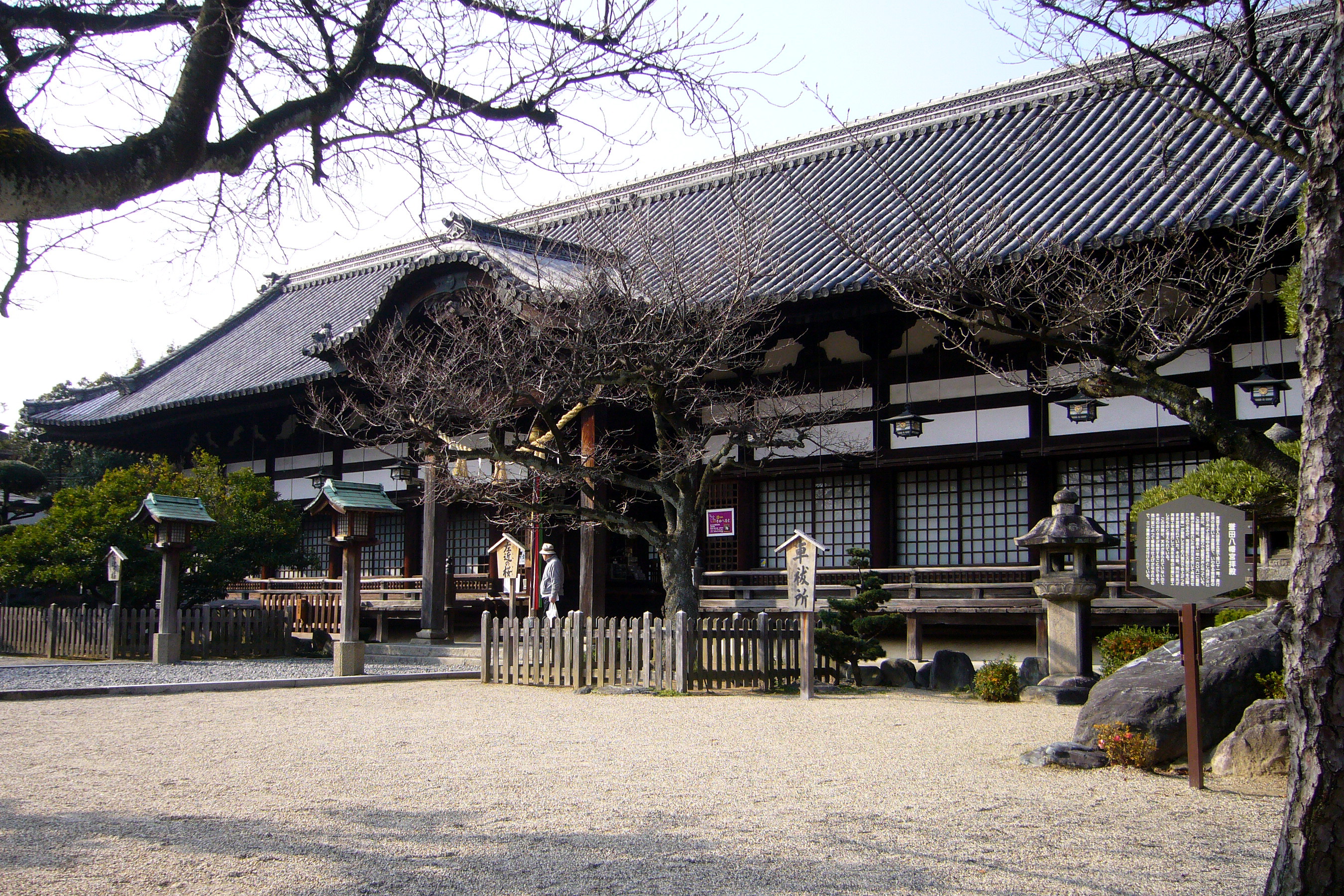
譽田八幡宮

## 教育

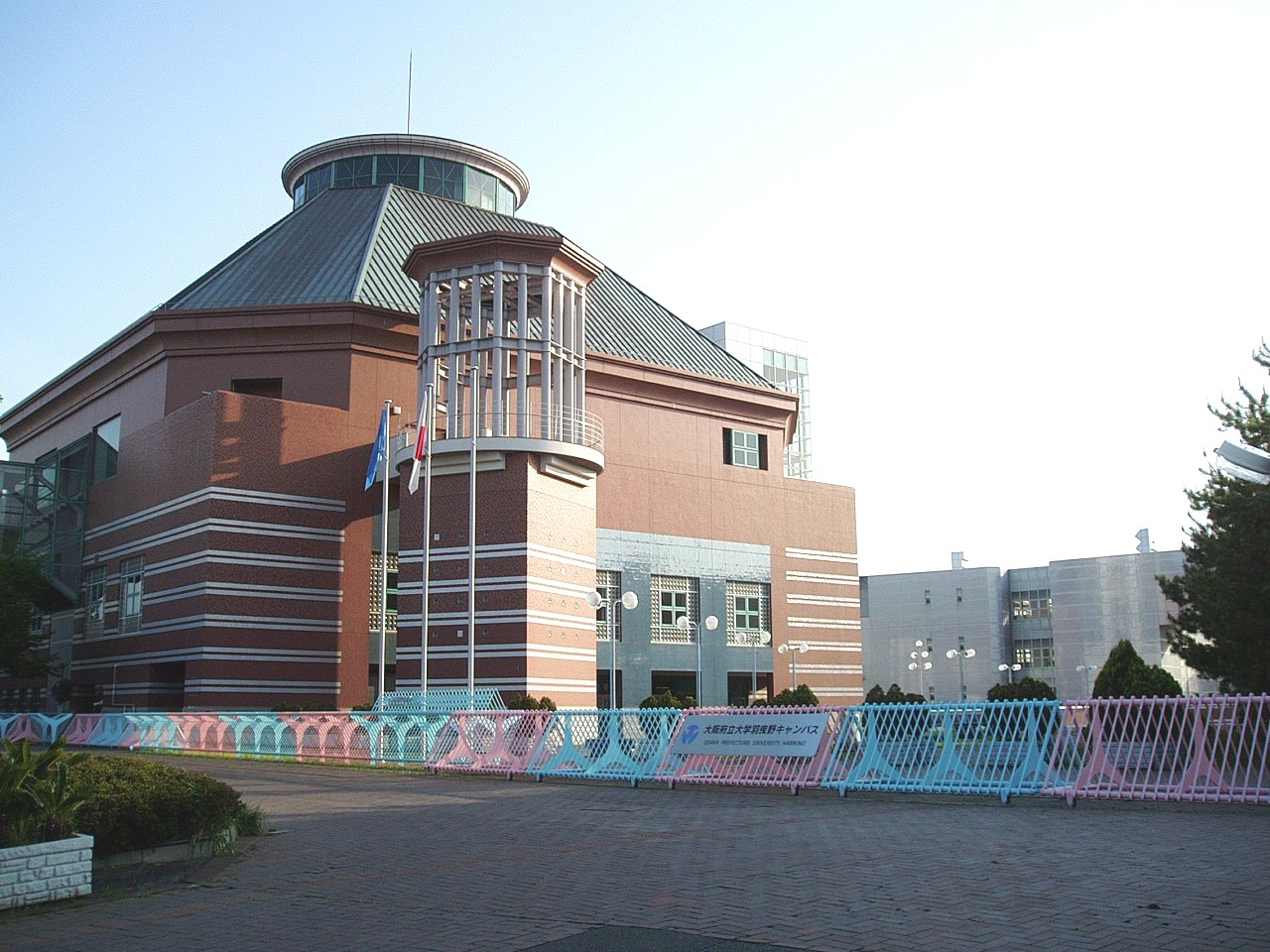
大阪府立大學羽曳野校區大門

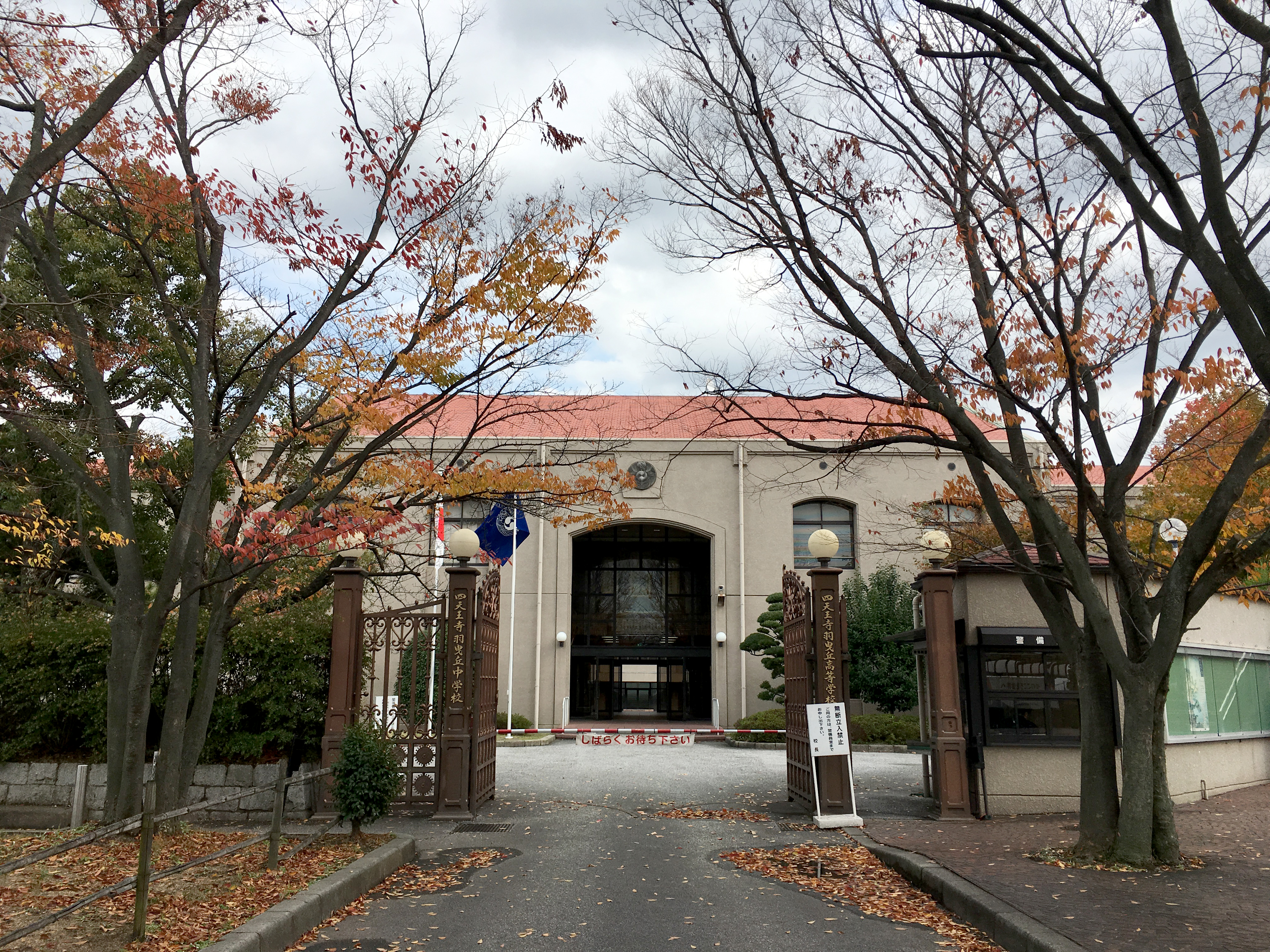
四天王寺羽曳丘中學校及高等學校

轄內的高等教育學校有由四天王寺所屬學校法人四天王寺學園設立的四天王寺大學及由大阪府立看護大學整併而成的大阪府立大學羽曳野校區。四天王寺學園在此也設有四天王寺羽曳丘中學校及高等學校。

## 姊妹、友好城市

### 日本
- 龜山市（三重縣）
- 御所市（奈良縣）

### 海外
- 席津（奧地利維也納）[3]

## 本地出身之名人
- 達比修有：棒球選手
- 辻本良三：日本遊戲公司卡普空的電子遊戲製作人

## 外部連結
- （日語） 羽曳野市政府的Facebook專頁
- （日語）YouTube上的羽曳野市政府頻道
- （日語） 羽曳野市觀光協會 （页面存档备份，存于）
  - （日語） 羽曳野市觀光協會的Facebook專頁
  - （日語） YouTube上的羽曳野市觀光協會頻道